# Домбрувка-Шадковська
Домбрувка-Шадковська (пол. Dąbrówka Szadkowska) — село в Польщі, у гміні Задзім Поддембицького повіту Лодзинського воєводства.
У 1975-1998 роках село належало до Серадзького воєводства.